# アクリジン
アクリジン (acridine) は化学式C13H9Nで表される環状有機窒素化合物である。広義の定義としては、C13Nの3つの隣り合った六員環のことを指す。
アントラセンの1つの炭素が窒素に置換した構造を持っている。色素や他の化合物の原料となる。プロフラビンなどアクリジン誘導体の多くは殺菌作用を持っている。アクリジンやその誘導体はDNAやRNAにインターカレートし、結合することができる。アクリジンオレンジ（N,N,N',N'-テトラメチルアクリジン-3.6-ジアミン）は核酸を選択的に染色する。

## 歴史
1871年にカール・グレーベ (de:Carl Gräbe) とハインリッヒ・カロ (de:Heinrich Caro) によってコールタールの中から初めて単離された。

## 生産
コールタール中に存在する。コールタールから希硫酸で抽出後、重クロム酸カリウムを加えると重クロムとアクリジンが混合物となった沈殿が得られる。その後アンモニアで重クロムを分解するとアクリジンが得られる。
誘導体の合成法も多数知られている。A. Bernthsenは塩化亜鉛の存在下でジフェニルアミンとカルボン酸を縮合させると、アクリジンが得られることを発見した（ベルントゼンのアクリジン合成）。カルボン酸としてギ酸を用いるとアクリジンが得られ、より炭素鎖の長いカルボン酸を用いると9位の炭素に置換基が導入されたアクリジン誘導体が得られる。
他の古典的な合成法としては、
- 塩化アルミニウムの存在下で、ジフェニルアミンとクロロホルムを縮合させる
- オルトアミノジフェニルメタンの蒸気を、加熱した一酸化鉛と接触させる
- サリチルアルデヒドとアニリンを塩化亜鉛の存在下で260°Cに加熱する
- アクリドン（9位にオキソ基 (=O) を持つ。(10H)-アクリジン-9-オン）を亜鉛粉末の存在下で蒸留する

などが挙げられる。
最も一般的な方法としては、N-フェニルアントラニル酸（2-（フェニルアミノ）安息香酸）を硫酸存在下で環化するというものが挙げられる。N-フェニルアントラニル酸にリン酸トリクロリド (POCl3) を作用させると、環化とともに塩素化も起こり 9-クロロアクリジンが得られる。
アクリドン誘導体を合成する古典的な方法として、Lehmstedt-Tanasescu反応が知られている。

## 物理的性質
アクリジンやその誘導体は安定であり、弱い塩基性である。アクリジンのpKaは5.6であるが、これはピリジンと近い値である。またベンゼン環が1つ少ないキノリンとも性質が似ている。アクリジンは針状結晶となり易いが、これは 110°Cで融解する。肌に対して刺激性がある。塩溶液は青色の蛍光を持つことで知られている。

## 化学的性質
アクリジンはヨウ化アルキルとヨウ化アルキル塩を生成するが、これはフェリシアン化カリウムなどの塩基存在下で容易に反応して N-アルキルアクリドンを生成する。過マンガン酸カリウムで酸化するとアクリジン酸 C9H5N(COOH)2 やキノリン-1,2-ジカルボン酸が生成する。またアクリジンは過硫酸により容易に酸化され、アクリジンアミンオキシドを生成する。また9位の炭素は反応性が高く、付加反応が起こりやすい。

## 安全性
発がん性物質として疑われている。その作用機序は、アクリジン分子がDNAの塩基対間にはさまり、DNAが複製される際に塩基対の挿入もしくは欠損が生じることが原因と考えられる。